# Al-Ghabisiyya
Al-Ghabbisiyya är en avfolkad palestinsk by 16 kilometer nordöst om staden Akko, Israel. Byns invånare fördrevs under perioden 1948-1950 av Israels försvarsmakt och är fortfarande obebodd. 
I området har man hittat arkeologiska fynd från bysantinsk och romersk tid. Under korstågen var byn känd som La Gabasie. Byn ingick i den Arabiska staten i 1947 års delningsplan. Byns invånare hade en icke-aggressionspakt med omgivande judiska samhällen. Under kriget 1948 försåg den palestinska byn Haganah med underrättelser i utbyte mot att bli lämnade i fred. Samarbetet var inte uppskattat av alla, och andra invånare ingick i kommandon mot israliska armén, ett av dem ska ha dödat 47 israeliska soldater. Haganah invaderade byn i maj 1948. Byn förklarade sig snabbt ha givit upp, men trots detta gick armén in i byn med full eldgivning under vilken flera invånare sköts ihjäl. Sex palestinier som förklarades konspirera mot Haganah avrättades. Invånarna förvisades och fördrevs från byn och många flydde till Libanon. Andra sökte skydd i närliggande arabiska byar och kom att få israeliskt medborgarskap, varefter de utan framgång fört en kamp mot myndigheterna för att få återvända till byn. Den israeliska armén förklarade byn vara slutet militärt område och rätten att återvända har sedan dess nekats dess forna invånare.